# Кобиньпи
Коби́ньпи — деревня в Балезинском районе Удмуртии, входит в Исаковское сельское поселение.

## География
Находится в 3 километрах восточнее центра сельского поселения — деревни Исаково и в 14 км к югу от посёлка Балезино. Менее чем в километре проходит федеральная дорога Р321 (Киров — Игра).

## Население
| 1961 | 2008 | 2010 | 2012 | 2014 |
| ---- | ---- | ---- | ---- | ---- |
| 40   | ↘7   | ↘0   | ↗1   | ↗2   |